# Vicente Tosta
Vicente Tosta, né le 27 octobre 1885 à Jesús de Otoro et mort le 7 août 1930 à Tegucigalpa, est un homme politique hondurien. Il est président du Honduras du 30 avril 1924 au 1er février 1925.